# Wednesday Morning, 3 A.M.
Wednesday Morning, 3 A.M. ist das Debütalbum des Folkduos Simon & Garfunkel. Cover und Label tragen den Untertitel „exciting new sounds in the folk tradition“.

## Geschichte
Das Folkduo Tom and Jerry hatte sich 1964 bereits in Simon and Garfunkel umbenannt. Zunächst war es geplant, für A&R Records ins Studio zu gehen und ein Album aufzunehmen. Bei Columbia Records arbeitete mittlerweile der Produzent Tom Wilson, und der hatte gerade erste Erfolge mit Bob Dylan. Die Songs von Paul Simon gefielen ihm, und so entschloss er sich, das junge Duo unter Vertrag zu nehmen. Das Album wurde im März 1964 aufgenommen und enthielt außer den Songs von Paul Simon auch Lieder anderer Autoren. Im Zentrum des nur mit akustischen Instrumenten aufgenommenen Albums steht der hier erstmals veröffentlichte Song Paul Simons The Sounds of Silence, der zu einer Hymne der Generation der 1960er Jahre und Titelsong des zweiten, weit erfolgreicheren Albums von Simon and Garfunkel werden sollte. Das Lied sorgte für den Durchbruch des Folkduos und wurde zu einem zentralen Song des Films Die Reifeprüfung aus dem Jahre 1967, der ebenso zum Kultfilm avancieren, wie für den Durchbruch des Schauspielers Dustin Hoffman sorgen sollte. 
Die Erstveröffentlichung des Albums 1964 war zunächst ein Misserfolg. 1966 entschloss sich Columbia Records nach dem Erfolg des nächsten Albums von Simon and Garfunkel, die LP noch einmal zu veröffentlichen. Diesmal erreichte das Album den 30. Platz der Billboard-Albumcharts als höchste Platzierung.

## Titelliste

### Seite 1
1. You Can Tell the World – 2:45 (Bob Camp/Bob Gibson)
2. Last Night I Had the Strangest Dream – 2:09 (Ed McCurdy)
3. Bleecker Street – 2:43 (Paul Simon)
4. Sparrow – 2:47 (Paul Simon)
5. Benedictus – 2:38 (Art Garfunkel, Paul Simon nach Orlando di Lasso)
6. The Sounds of Silence – 3:05 (Paul Simon)

### Seite 2
1. He Was My Brother – 2:49 (Paul Simon)
2. Peggy-O – 2:25 (Traditional)
3. Go Tell It on the Mountain – 2:05 (Traditional)
4. The Sun Is Burning – 2:46 (Ian Campbell)
5. The Times They Are a-Changin’ – 2:51 (Bob Dylan)
6. Wednesday Morning, 3 A.M. – 2:14 (Paul Simon)

### Bonustracks
Auf der CD erschienen zusätzlich drei Bonustracks: eine Demoversion von Bleecker Street und jeweils eine alternative Aufnahme von He Was My Brother und The Sun Is Burning.

## Kommerzieller Erfolg

### Chartplatzierungen
| ChartsChartplatzierungen       | Höchstplatzierung | Wochen |
| ------------------------------ | ----------------- | ------ |
| Vereinigte Staaten (Billboard) | 30 (31 Wo.)       | 31     |
| Vereinigtes Königreich (OCC)   | 24 (6 Wo.)        | 6      |

### Auszeichnungen für Musikverkäufe
| Land/Region                  | Auszeichnungen für Musikverkäufe (Land/Region, Auszeichnung, Verkäufe) | Verkäufe  |
| ---------------------------- | ---------------------------------------------------------------------- | --------- |
| Vereinigte Staaten (RIAA)    | Platin                                                                 | 1.000.000 |
| Vereinigtes Königreich (BPI) | Silber                                                                 | 60.000    |
| Insgesamt                    | 1× Silber · 1× Platin ·                                                | 1.060.000 |

Hauptartikel: Simon & Garfunkel/Auszeichnungen für Musikverkäufe